# René Guillemin
René Guillemin (* 31. Januar 1898 in Paris; † 2. Juni 1970 in Fontainebleau) war ein französischer Radrennfahrer.

## Sportliche Laufbahn
Guillemin war im Bahnradsport und im Straßenradsport aktiv. Er war Teilnehmer der Olympischen Sommerspiele 1924 in Paris. Bei den Bahnwettbewerben wurde Frankreich mit Maurice Renaud, Lucien Choury, René Guillemin und René Hournon Vierter in der Mannschaftsverfolgung. Der Vierer unterlag gegen Belgien im Lauf um die Bronzemedaille.
Auf der Straße gewann er 1916 Paris–Houdan und Montgeron–Melun–Montgeron.